# Moskovski mednarodni poslovni center
Moskovski mednarodni poslovni center (rusko Московский международный деловой центр; ММДЦ, mednarodno Moscow International Business Center, MIBC, neformalno tudi Moscow-City) je poslovna četrt ruskega glavnega mesta Moskve, ki obsega 60 hektarjev zemljišč ob nabrežju reke Moskve na zahodnem robu Osrednjega administrativnega okrožja, približno 4 km zahodno od Rdečega trga.
Ruske mestne oblasti so predel začele razvijati leta 1992, trenutno je še v gradnji. Do leta 2016 je bila zgrajenih 12 od načrtovanih 23 stavb, od tega šest nebotičnikov, višjih od 300 metrov. Med njimi je tudi 374 m visok Stolp federacije, druga najvišja stavba v Evropi.